# Felldorf
Felldorf ist ein Ortsteil der Gemeinde Starzach im baden-Württembergischen Landkreis Tübingen in Deutschland.

## Geographie
Felldorf liegt etwa zehn Kilometer südöstlich von Horb am Neckar und 16 Kilometer südwestlich von Rottenburg am Neckar, oberhalb des Tals der Eyach. Das Dorf hat eine Gemarkungsfläche von 487 Hektar.

## Geschichte

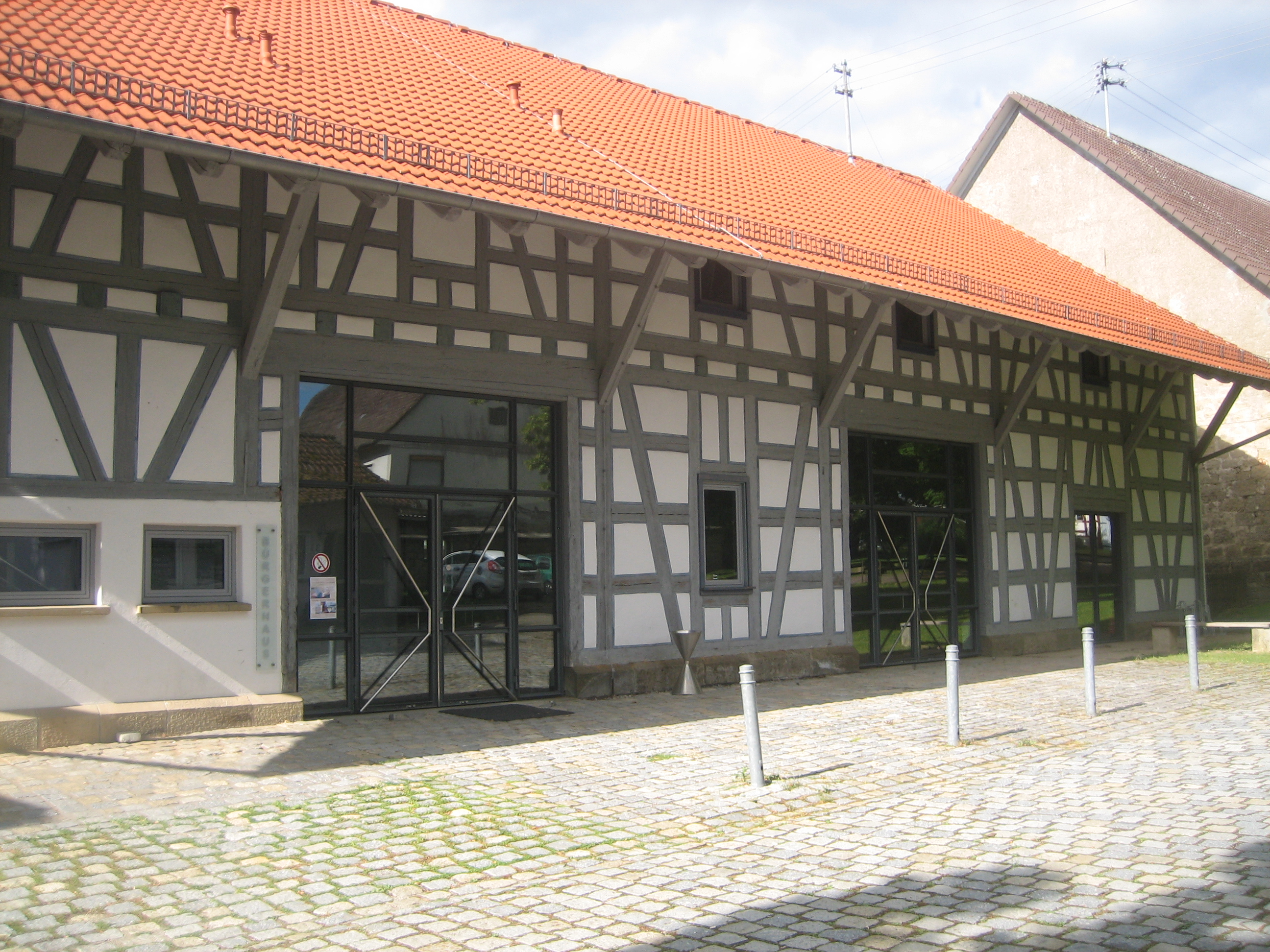
Bürgerhaus von Felldorf

Felldorf wurde 1324 erstmals als „Veldorf“ urkundlich erwähnt. Über verschiedene Stationen kam der Flecken ab 1414/1433 in den Besitz der Linie Ow-Felldorf und wurde bis 1805, dem Jahr des Übergangs an das Königreich Württemberg, gemeinsam mit Ahldorf, heute ein Teilort der Stadt Horb am Neckar, und dem Gehöft Neuhaus verwaltet.
Am 1. Januar 1972 wurde Felldorf mit den beiden Gemeinden Bierlingen und Wachendorf zur Gemeinde Starzach zusammengeschlossen.

## Bevölkerung
Felldorf hat 754 Einwohner (Stand: Dezember 2015). Bei einer Gemarkungsfläche von 4,87 km² entspricht dies einer Bevölkerungsdichte von 155 Einwohnern pro Quadratkilometer.

## Persönlichkeiten
- Judith Wagner (* 1987), Sommerbiathletin in der Disziplin Crosslauf, Europameisterin im Sprint und mehrfache Deutsche Meisterin.[2]